# Klausenpas
De Klausenpas vormt de verbinding tussen de Zwitserse kantons Uri (Altdorf) en Glarus (Linthal). De huidige weg is aangelegd tussen 1893 en 1899. Gedurende de winter is de pasweg afgesloten voor verkeer vanwege zware sneeuwval. Het gelijknamige hotel uit 1903 is in 2021 gesloopt en vervangen door een nieuw hotel.
Vanuit Altdorf voert de weg omhoog door het Schächental. dat is uitgesleten door de gelijknamige rivier. Het dal is erg populair bij bergwandelaars die vanuit hier tochten ondernemen naar bijvoorbeeld de Kinzigpass (2073 m) en het ongeschonden Brunnital. Vanuit het oosten is de Klausenpas bereikbaar via het Glarner bergdorp Linthal. Daarvandaan gaat de weg omhoog door het Urnerboden dat rijk is aan bergweiden. Aan beide zijden is de veelal smalle weg goed uitgebouwd met talloze haarspeldbochten maar nergens bijzonder steil. Een buslijn voert vanuit Altdorf over de pas naar Linthal.
Van 1922 tot 1934 werd op de Klausenpas de motorrace de Klausenrennen gehouden. Hierbij moest over een afstand van 21,5 kilometer een hoogteverschil van 1237 meter overwonnen worden. Het record werd in 1930 gevestigd door Tom Bullus (16 minuten en 41 seconden).

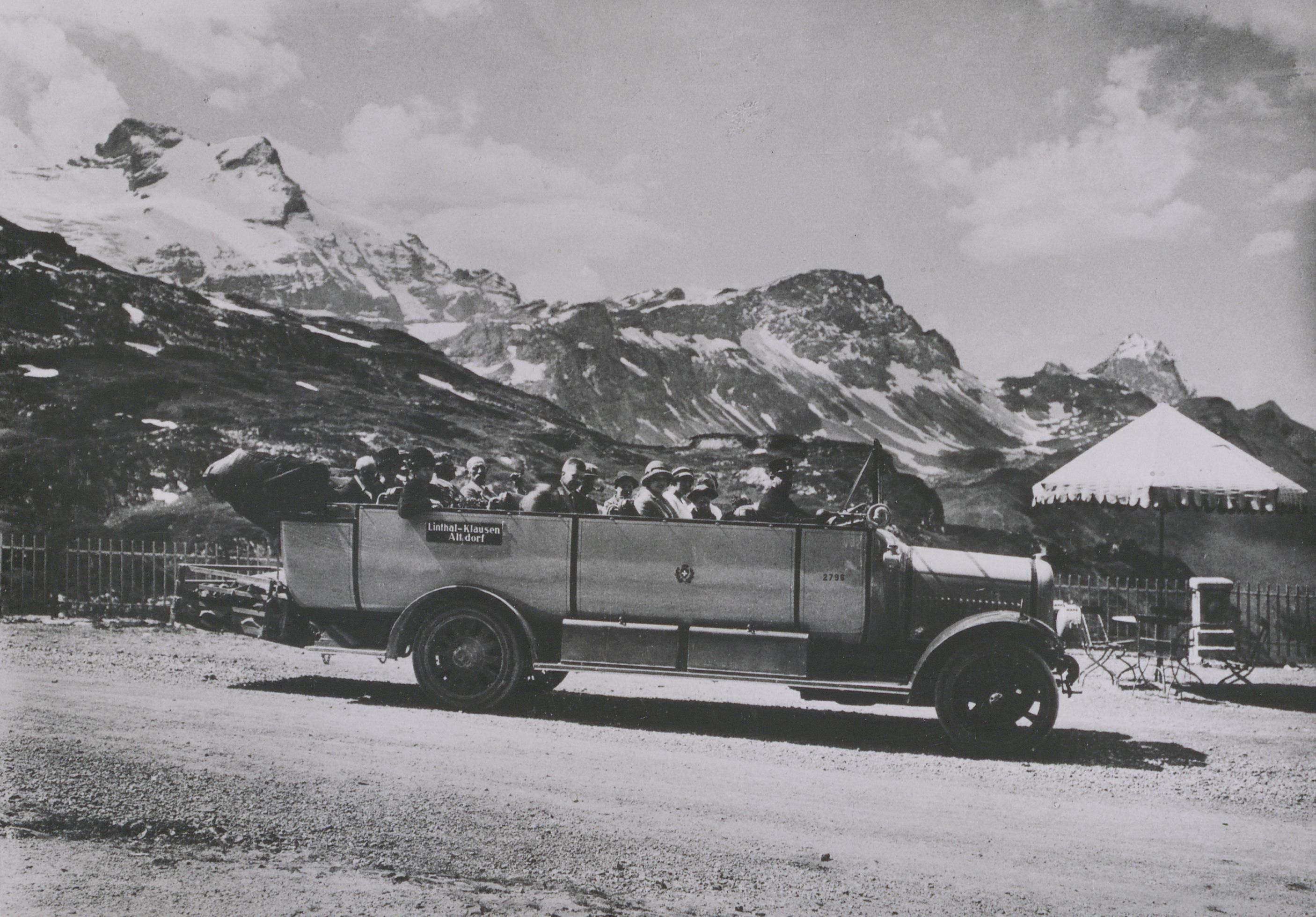
Postbus over de Klausenpass ca. 1920